# Racing Club de Koumassi
Maillots
Le Racing Club de Koumassi  est un club de football ivoirien basé à Abidjan.
Il joue actuellement en D3.
Le club a été créé le 5 octobre 1992 par M. Traoré Mahamadou[réf. nécessaire], Fondateur et président du club et anciennement entraîneur adjoint de Mamadou Zaré à l'Asec d'Abidjan en 1995 et entraîneur principal du Sabé Sports de Bouna en 1996.